# Zéralda (distrito)
Zéralda é um distrito localizado na província de Argel, no norte da Argélia. Em 2014, sua população era de 17 563 habitantes. Foi nomeado após sua capital, Zéralda. É o distrito menos populoso da província, e fazia parte da província de Tipaza.

## Municípios
O distrito está dividido em cinco municípios:
- Zéralda
- Staouéli
- Souidania
- Rahmania
- Mahelma